# Rudny
Rudny (kasachisch und russisch Рудный) ist eine Stadt am Fluss Tobol im Gebiet Qostanai in Kasachstan. Sie wurde 1955 gegründet und hat circa 114.000 Einwohner.

## Bevölkerung
Von den 124.098 Einwohnern der Stadt sind 59,1 Prozent Russen, 19,7 Prozent Kasachen und 21,2 Prozent anderer Nationalitäten, darunter auch Kasachstandeutsche.

## Geschichte
Die Stadt wurde am 30. August 1957 an Stelle der früheren Arbeitersiedlung gegründet.

## Wirtschaft
Die Wirtschaft wird von Bergbaubetrieben dominiert. In der näheren Umgebung befinden sich große Lagerstätten von Eisenerz. Am Tobol oberhalb der Stadt befindet sich der Qaratomar-Stausee, der der Wasserversorgung dient.

## Bildung
Rudny beherbergt die Hochschule Industrie-Institut Rudny.

## Verkehr
Durch die Stadt verläuft die Fernstraße A22.

## Sport
Die Eishockeymannschaft Gornjak nimmt an der Kasachischen Meisterschaft teil.

## Söhne und Töchter der Stadt
- Iwan Dytschko (* 1990), kasachischer Amateurboxer
- Iwan Garanin (* 1945), sowjetischer Skilangläufer
- Anton Kasanzew (* 1986), kasachischer Eishockeyspieler
- Eugen Knecht (* 1987), deutsch-russischer Schauspieler
- Alexander Djatschenko (* 1990), russischer Kanute
- Dimitri Sartison (* 1980), deutscher Profiboxer